# 2248 Kanda
2248 Kanda è un asteroide della fascia principale del diametro medio di circa 25,08 km. Scoperto nel 1933, presenta un'orbita caratterizzata da un semiasse maggiore pari a 3,0959785 UA e da un'eccentricità di 0,1214816, inclinata di 1,63894° rispetto all'eclittica. L'asteroide è dedicato all'astronomo giapponese Shigeru Kanda.